# Cerithiopsis vicola
Cerithiopsis vicola là một loài ốc biển, động vật chân bụng trong họ Cerithiopsidae, được tìm thấy ở Vịnh Mexico. Nó được Dall and Bartsch mô tả năm 1911.

## mô tả
Chiều dài tối đa của vỏ ốc được ghi nhận là 2,9 mm.

## Môi trường sống
Độ sâu tối thiểu được ghi nhận là 6 m. Độ sâu tối đa được ghi nhận là 6 m.